# Аблязов, Фахрутдин Рахматгалиевич
Фахрутди́н Рахматгали́евич Абля́зов (тат. Фәхретдин Рәхмәтгали улы Әбләзов 1913 — 1958) — участник Великой Отечественной войны, командир стрелкового отделения 904-го стрелкового полка 245-й стрелковой дивизии 59-й армии 1-го Украинского фронта, Герой Советского Союза (1945), старший сержант.

## Биография
Татарин. Член КПСС с 1944 года.
В Красной Армии с 1935 по 1938 год. Вновь призван в ряды РККА в 1942 году Кировским РВК города Астрахань.
С сентября 1942 года в действующей армии. Шесть раз был ранен. В 1944 г. был награждён медалью «За отвагу» и орденом Красной Звезды.
30 января 1945 года старший сержант Ф. Р. Аблязов при форсировании реки Одер в районе западнее города Катовице (Польша) заменил выбывшего из строя командира взвода. Переправившись на противоположный берег, взвод принял бой, давая возможность переправиться остальным ротам. В ходе боя взвод уничтожил 4 вражеские огневые точки, очистил одну из улиц населённого пункта и отрезал противнику пути отхода. В течение дня взвод под командованием Ф. Аблязова трижды отражал контратаки противника. Во время боёв старший сержант Ф. Аблязов получил тяжёлые ранения.
10 апреля 1945 года Фахрутдину Рахматгалиевичу Аблязову было присвоено высокое звание Героя Советского Союза с вручением ордена Ленина и медали «Золотая Звезда» (№ 7799).
Демобилизован из армии в конце 1945 года. Вернувшись на родину, работал в колхозе, на птицефабрике.
Похоронен на мусульманском кладбище, в селе Каменный Яр.

## Награды
- Медаль «Золотая Звезда» Героя Советского Союза № 7799
- Орден Ленина № 53251
- Орден Красной Звезды
- Медаль «За отвагу»
- другие медали

## Память
- Имя Героя Советского Союза Ф. Р. Аблязова носила до 1992 года нынешняя улица Кузнечная села Каменный Яр Астраханской области.